# Spațiul deltopectoral
Spațiul deltopectoral sau șanțul deltopectoral (Sulcus deltoideopectoralis) este un spațiu anatomic situat între marginea anterioară a mușchiului deltoid și marginea superioară a mușchiului pectoral mare.
 

Prin el trece vena cefalică (Vena cephalica) și ramura deltoidiană a arterei toracoacromiale (Ramus deltoideus arteriae thoracoacromialis), care se îndreaptă superficial în dreptul procesului coracoid.

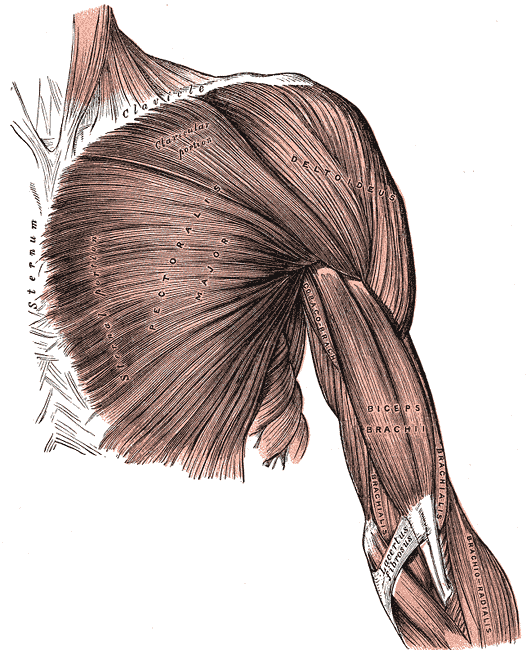
Mușchii superficiali ai pieptului și partea din față a brațului.
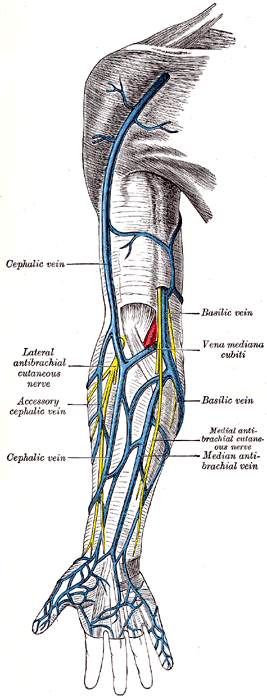
Vene superficiale ale membrului superior.